# Abtei von Güigüe

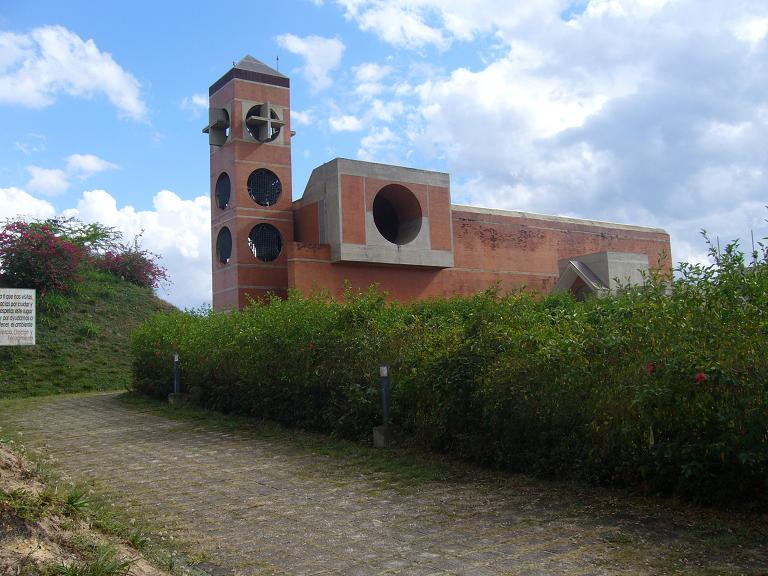
Abteikirche der Benediktiner von Güigüe

Die Abtei San José del Avila in Güigüe ist ein Benediktinerkloster in Güigüe, einer kleinen Stadt südlich des Valenciasees, im Bezirk Carlos Arvelo, in Carabobo, Venezuela.
Sie ist eine touristische Sehenswürdigkeit der Region.

## Geschichte
Am 2. April 1923 kamen die ersten vier Benediktiner der Kongregation von St. Ottilien in Caracas, Venezuela an, um eine Niederlassung der Benediktiner zu gründen. Sie wollten das Werk des Priesters Santiago Machado für Kinder fortsetzen. Am 16. Juni 1947 erhielten die Mönche das Recht einer Klostergründung.
Am 7. Dezember 1964 wurde das Kloster zur Abtei erhoben. Erster Abt wurde Pater Theobald Schmid OSB (bis 1979), ein Mönch der Erzabtei St. Ottilien.
Die Abtei wurde am 22. September 1990 nach Güigüe verlegt. Das Gebäude wurde vom venezolanischen Architekten Jesús Tenreiro Degwitz entworfen, der dafür den nationalen Architekturpreis Venezuelas erhielt.

## Äbte und Administratoren
- 1964–1979: Theobald Schmid (1926–2018)
- 1982–2002: José María Martínez Barrera
- 2003–2007: Otto Lohner (1938–2007), ursprünglich aus der Erzabtei Sankt Ottilien stammend
- 2007–2015: José María Martínez Barrera (zweite Amtszeit)
- seit 2015: Marco Antonio González Acosta (als Prior-Administrator).[2]

## Niederlassungen
Die Abtei unterhält zwei unselbständige Niederlassungen. Die eine befindet sich in Camuri Chico an der venezolanischen Küste in der Nähe von Caracas, die andere in El Rosal bei Bogotá in Kolumbien.